# Pólya Tibor

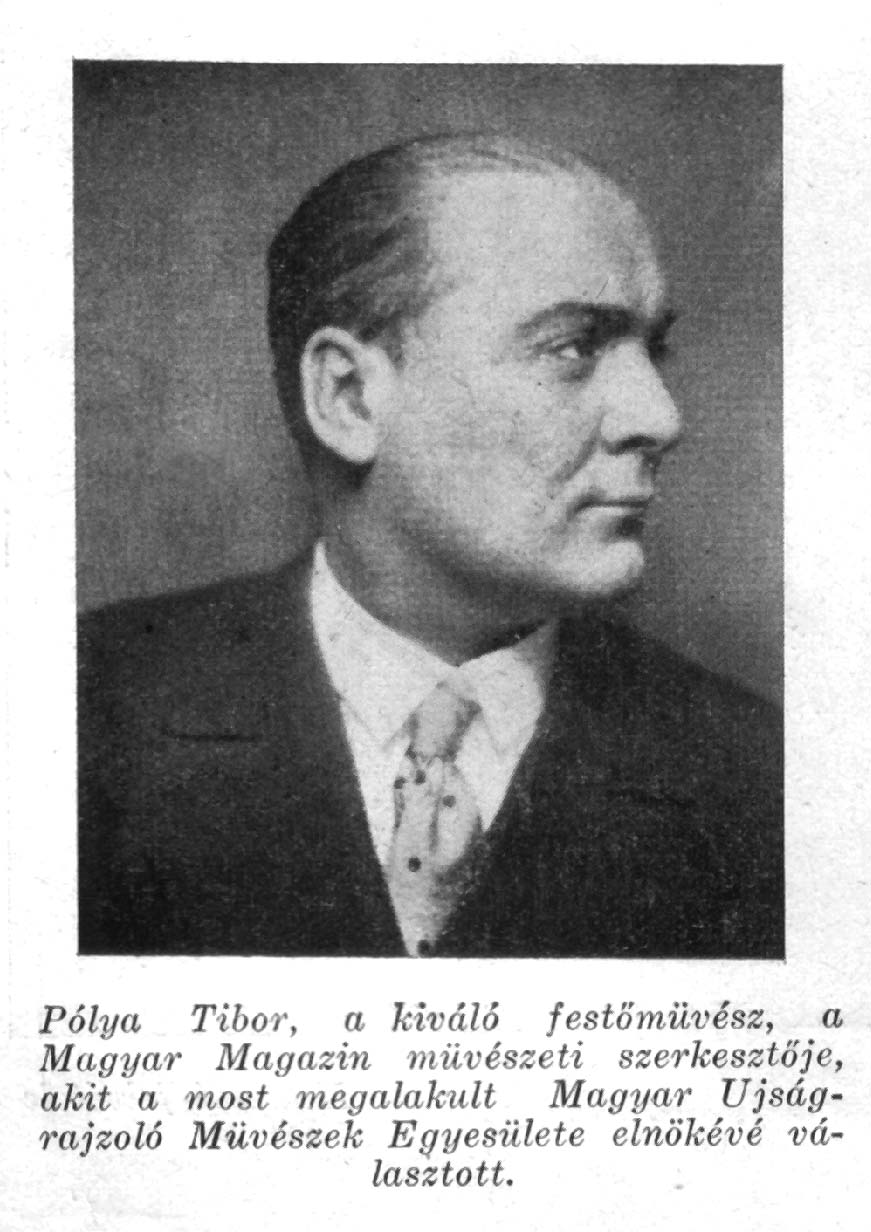

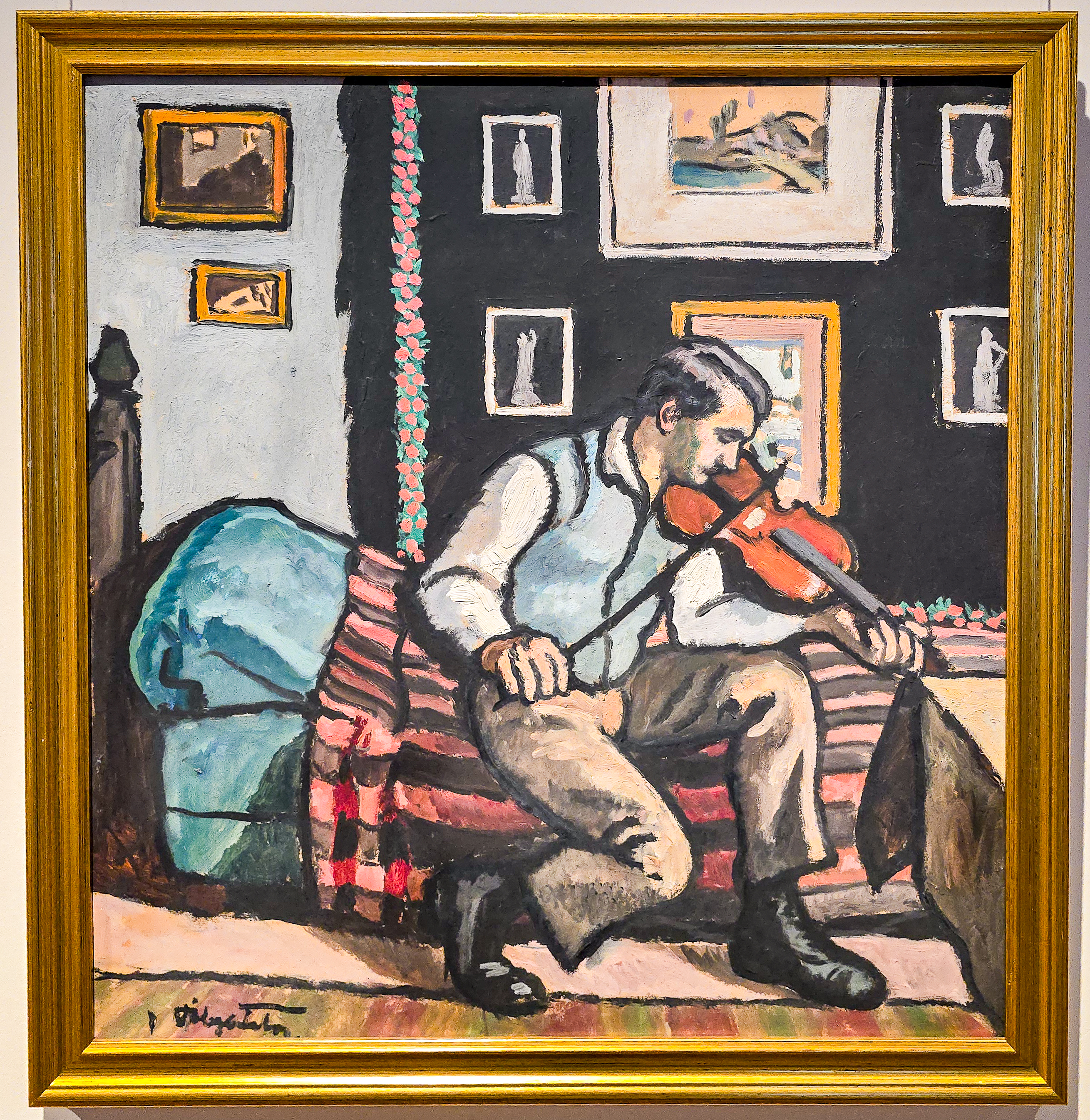
Fivérem hegedül (Kecskeméti Katona József Múzeum)

Pólya Tibor (Szolnok, 1886. április 25. – Szolnok, 1937. november 29.) magyar festő, karikaturista, grafikus, a szolnoki művésztelep egyik vezetője.

## Életpályája
Dr. Pólya Béla és Vanyek Irma fia. Már kisgyerekkorában kedvelt rajzolni, a város jellegzetes figuráit rögzítette papírjain, iskolába menet, s jövet. Középiskoláit Szolnokon végezte, majd iparművészeti iskolába került Budapestre, ahonnét tanárai, Gyalus László (1865-1941), a  belsőépítészet tanára  és Papp Sándor festőművész tanár idővel eltanácsolták. A kudarc nem szegte kedvét, s a rákövetkező évben felvételt nyert a budapesti mintarajziskolába, ahol Zemplényi Tivadar (1864–1917) volt a tanára.  Szolnokon a Fényes Adolf mellett töltött nyár inspirációt adott számára, s Münchenbe ment képezni magát.  Első rajzai a német „Fliegende Blätter” élclap hasábjain jelentek meg. Hamarosan több lapnak is dolgozott Németországban. Idővel visszatért Magyarországra, kezdetben Szolnokon működött, majd kecskeméti művésztelep (1912–1919) tagja lett,  később  Budapestre került.
Az általa oly kedves irányzat, a neoimpresszionizmus Párizsba csalta, ahol kipróbálta önmagát  többféle – ott megismert – irányzat vizuális rendezőelveit gyakorolva. A szabad párizsi életnek a háború vetett véget. Mint ellenséges ország lakója el kellett hagynia a francia fővárost.
Munkássága széles kört ölel fel. Tájkép, portrék, alföldi zsánerképek, aktfestményei mellett állandó alkotó társa számos akkori magyar élclapnak karikatúráival. Készít rézkarcokat, dolgozik színház világának: díszleteket tervez és fest is díszleteket, csinált falfestményt, rengeteg könyvillusztráció fűződik nevéhez és készít litográfiai lapokat. Rendszeresen jelennek meg rajzai az akkori nagy lapok hasábjain, egyebek mellett jelentek meg munkái az Új Idők (1924–1926) a Művészet (1938), a Nyugatban, a Tolnai Világlapja (1929–1931), Vasárnapi Újság (1911–1914), az Új Nemzedék (1918), a Kis Krónika (1919) lapok hasábjain.  A Magyar Magazin nevű igényes megjelenésű hetilap művészeti vezetője lett (1928–1930), de dolgozott az Új Magazin (1933–1938), a Pesti Hírlap Vasárnapja (1931–1938), a Képes Vasárnap (1937) szerkesztőségében is képszerkesztő, és művészeti vezetőként, s volt hosszú ideig munkatársa az Incze Sándor vezette Színházi Élet szerkesztőségének is (1919–1934).
A korszak egyik leggyorsabban dolgozó grafikusaként igen termékeny alkotóművész volt. Grafikai munkáira az egyszerű vonalvezetés, lényegre törő ábrázolás a jellemző, de mindezek mellett figurái kedvesek, és nagy szeretettel rajzoltak. Hírnevet elsősorban karikatúráival szerzett. Dolgozott rendszeresen egyebek közt a Fidibusz (1907–1913), a Borsszem Jankó (1913–1925), a Bolond Istók (1918), élclapoknak , valamint a szellemes "Ojság" (1922–1933) című vicclapnak. Tagja volt a Magyar Újságrajzoló Művészek Egyesületének. 1917–1924 között szinte minden esztendőben kollektív kiállítást szervezett a kortárs festők számára az Ernst Múzeumban, amely kiállításokon maga is részt vett. 1928-ban a Kossuth szobor leleplezése kapcsán járt Amerikában, New Yorkban, és az 500 tagú küldöttség útjáról albumot adott ki. Személyes élményeit egy kötetbe adta ki, amely "Írók és művészek között" címmel jelent meg, először 1918-ban. Megbecsült tagja és művésze volt a neves Herman Lipót Asztaltársaságnak, s tagja volt a Szinyei Társaságnak is. A szolnoki művésztelep (1930-as évek) tagja volt és idővel egyik vezetője lett.
A Pesti Napló évkönyveinek címlapjai, valamint a Medgyaszay Vilma kabaréja (1916), a Mindenki az Új Nemzedéket olvassa (1923–1924), Látod nem hallgattál rám (1926) plakátjai a kor emblematikus alkalmazott grafikai alkotása lett. Számos író, például Krúdy Gyula, Karinthy Frigyes műveinek egyik állandó illusztrátora volt. Élete utóján a budapesti Falk Miksa u. 26 szám alatt lakott. Ösztöndíjas volt a római Collegium Hungaricumban. 1929-ben rendezték meg a Fészek-klubban gyűjteményes kiállítását, s halálát követően az Ernst Múzeumban volt látható műveiből retrospektív kiállítás (1938). "Itt tűnt ki, hogy festőnek éppoly tehetséges volt, mint rajzolónak. A falusi élet humorának interpretálója volt, de az akkori mondén élet jellegzetességeit is ugyanolyan tehetséggel rajzolta meg" - írták Róla, a kiállítás kapcsán.

## Emlékezete
- 1938-ban a Szinyei Merse Pál Társaság emlékkiállítást rendezett tiszteletére. Az emlékkiállítást rendezte Falus Elek, Herman Lipót, Zádor István.
- Szolnokon utcát neveztek el róla.
- A legtöbb alkotása a Magyar Nemzeti Galériában található.

## Kiállításai

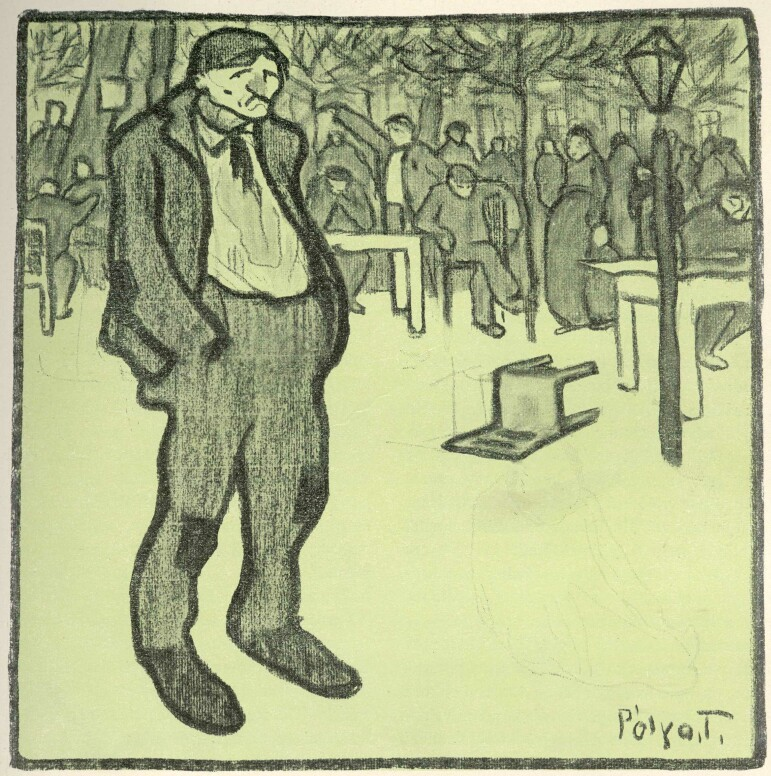
Sztrájk (1906)

- Ernst Múzeum 1917-1924, kollektív kiállítások
- Fészek Klub 1929, gyűjteményes kiállítás.

## Néhány műve
- Sztrájk (1906)[8] (grafika)
- Park (részlet) (év nélkül) (olaj, vászon 38 x 52,5 cm) (magántulajdonban)
- Kertrészlet (év nélkül) (olaj, vászon, 85,5 x 77 cm.) (magántulajdonban)
- Táncos (év nélkül) (olaj, vászon, 115 x 100 cm.) (magántulajdonban)
- Kubikusok (1930) (grafika)
- Orfeusz és Euridiké (év nélkül) (olaj, vászon 170 x 140 cm) (magántulajdonban)

## Társasági tagsága
- Szinyei Merse Pál Társaság
- Magyar Újságrajzoló Művészek Egyesülete (elnök)

## Galéria

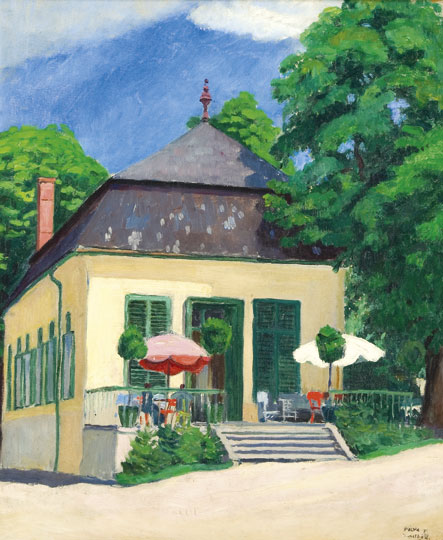
Vidéki kúria napsütésben
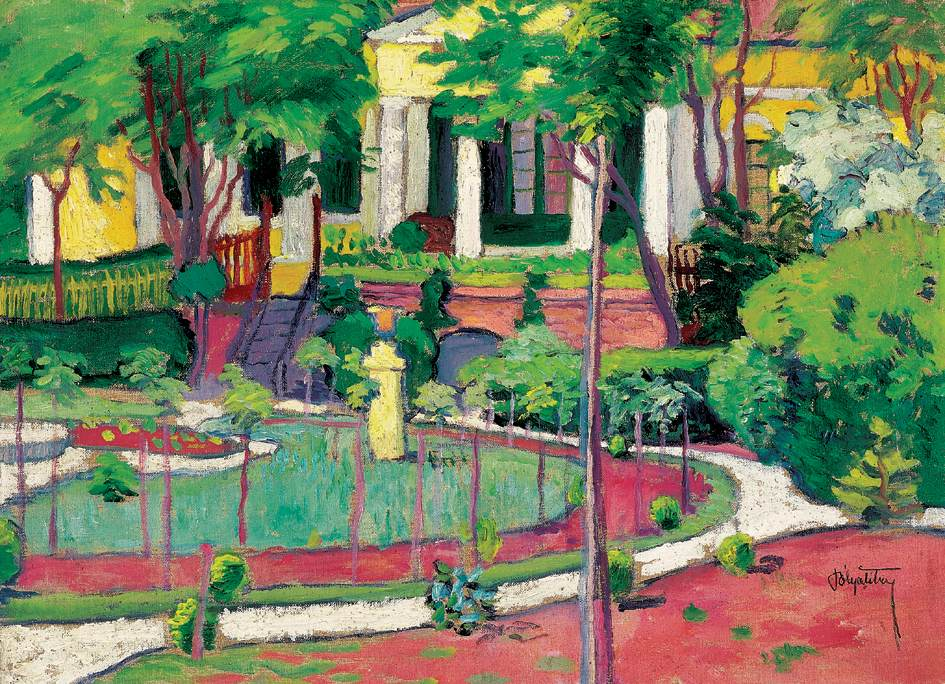
Park (részlet) (év nélkül)
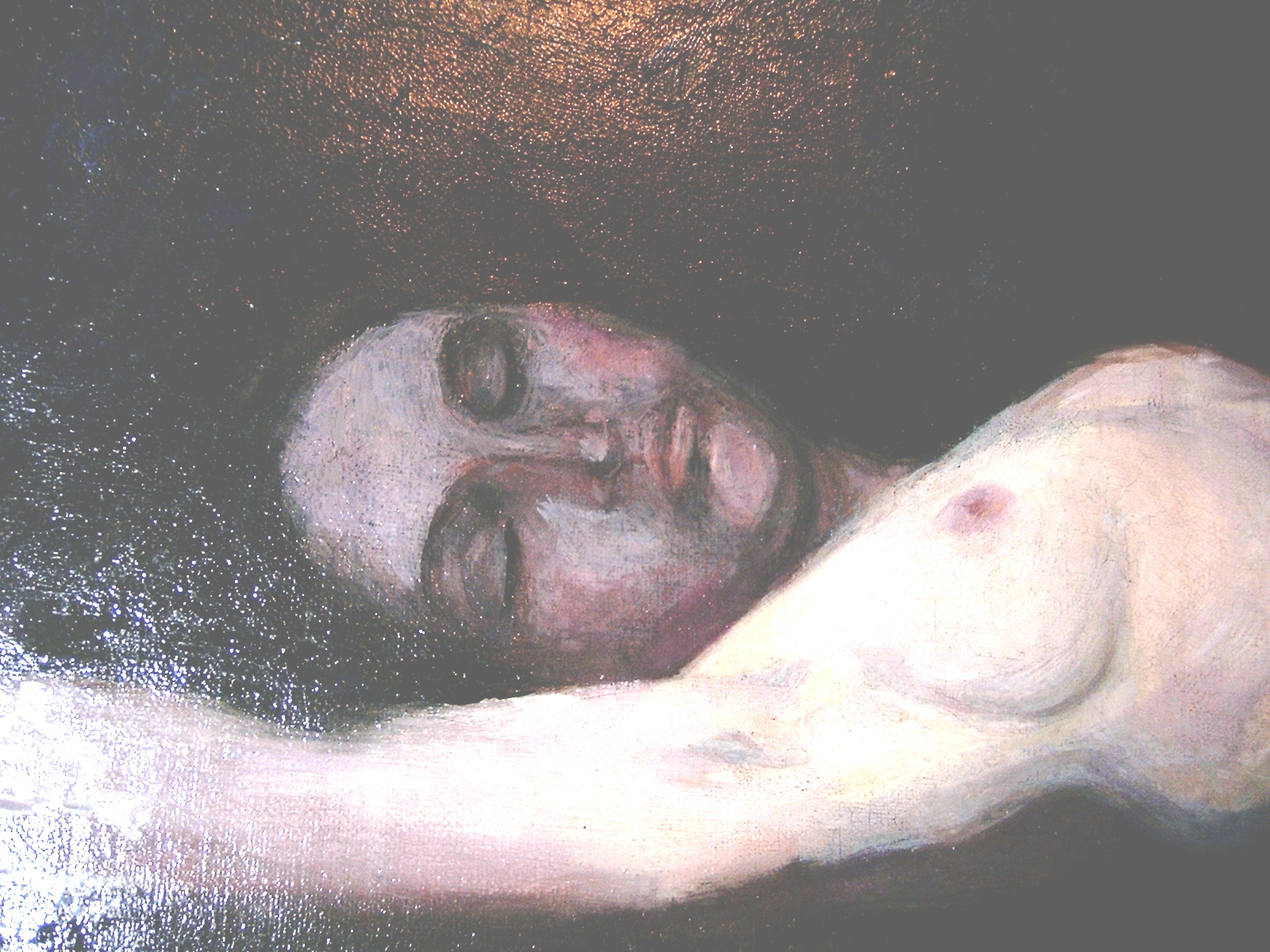
Orfeusz és Euridiké (részlet) (év nélkül)
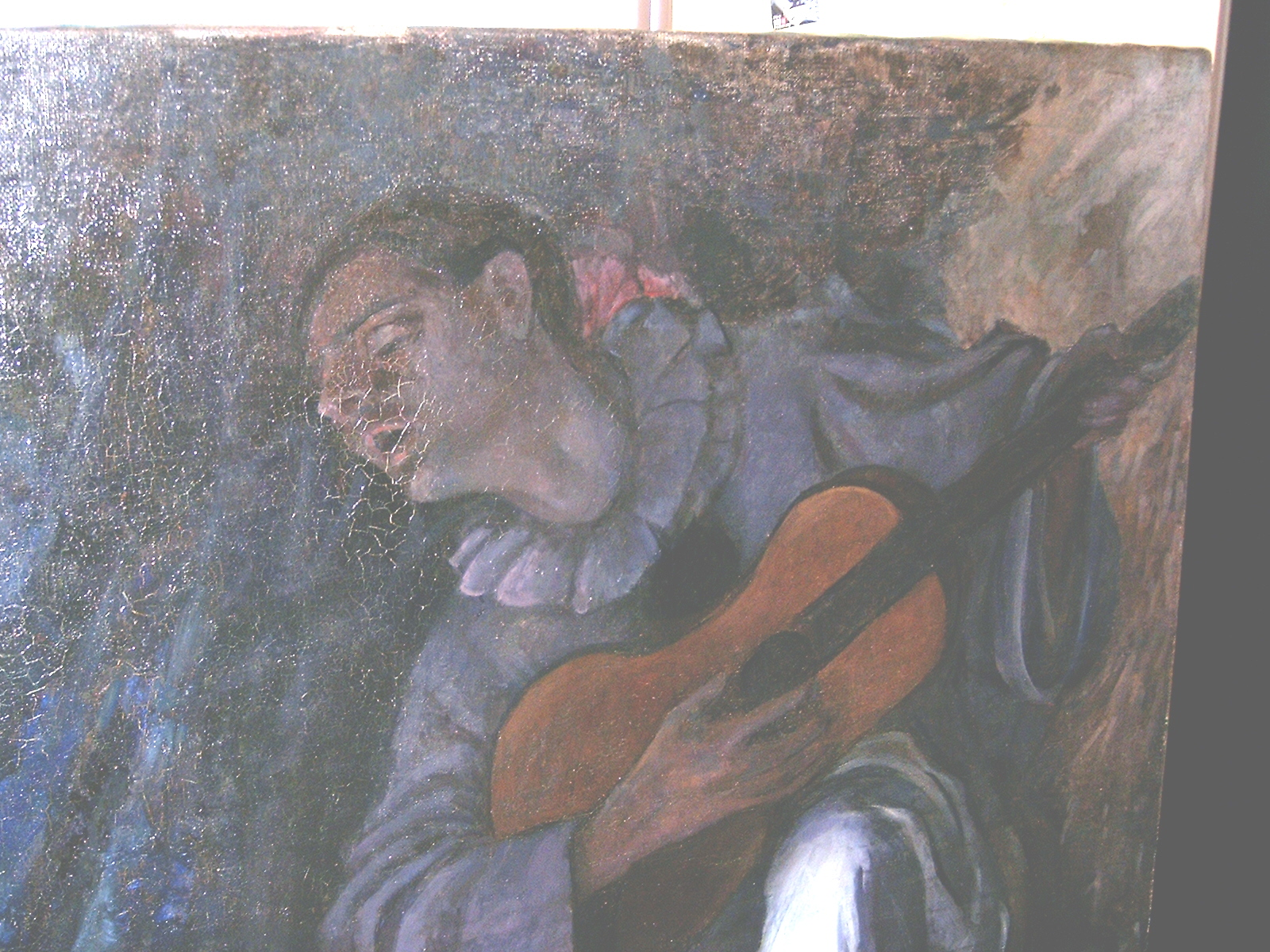
Orfeusz és Euridiké (részlet) (év nélkül)
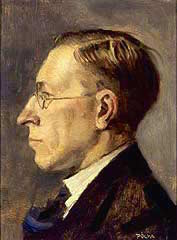
Frederick Banting portréja (1925)